# Megaluropus agilis
Megaluropus agilis är en kräftdjursart som beskrevs av Hoek 1889. Megaluropus agilis ingår i släktet Megaluropus och familjen Megaluropidae. Arten är reproducerande i Sverige. Inga underarter finns listade i Catalogue of Life.